# Pontey
Pontey (valle d'aostai patois dialektusban Arvé) egy község Olaszországban, Valle d’Aosta régióban.

## Elhelyezkedése

Pontey község Valle d'Aosta térképén

A vele szomszédos települések: Chambave, Champdepraz, Châtillon és Saint-Denis. A Dora Baltea mentén fekszik.